# Alois Hürlimann

Alois Hürlimann (1971)

Alois Hürlimann (* 21. November 1916 in Walchwil; † 27. September 2003 ebenda) war ein Schweizer Politiker (Katholisch-Konservative).

## Leben
Hürlimann besuchte in Stans das Gymnasium, studierte Recht in Zürich, Rom, Paris und Bern und promovierte mit Dr. iur. Von 1943 bis 1950 war er Zentralsekretär des Schweizerischen Studentenvereins. Von 1951 bis 1965 sowie von 1975 bis 1981 war er Walchwiler Gemeindepräsident. Als solcher setzte er 1965 eine massive Reduktion des Gemeindesteuerfusses durch; das Versprechen, ein allfälliges Defizit persönlich zu übernehmen, löste er 1973 ein, indem er der Gemeinde 150'000 Schweizer Franken bezahlte. Von 1952 bis 1962 war Hürlimann Zentralpräsident des Verbands der Katholischen Arbeitervereine der Schweiz. Von 1947 bis 1954 war er konservativ-christlichsozialer Kantonsrat, von 1955 bis 1974 Zuger Regierungsrat (1963/1964 Landammann) und von 1963 bis 1979 Nationalrat. Während seiner Amtszeit war er Präsident der CVP-Fraktion.
Als kantonaler Baudirektor war Hürlimann einer der wichtigsten Gestalter im Kanton Zug, den er mit grossen Gesetzes- und Infrastrukturprojekten (Baugesetz, Strassengesetz, Autobahnen, kantonale Schulen, grossräumiges Abwasserreinigungssystem, interkantonale Strafanstalt Bostadel) prägte.
Im Kinodokumentarfilm Morgarten findet statt des Schweizer Regisseurs Erich Langjahr wird Alois Hürlimann als Festredner porträtiert. 

## Werke
- Der allgemeinverbindliche Gesamtarbeitsvertrag. [Bern]: [1943]. (Diss. iur. Univ. Bern, 1943).
- Aus neun Jahrzehnten. Die Geschichte der Monatsschrift des Schw[eizerischen] St[udenten] V[ereins]. Immensee: Druck- und Verlagsanstalt Calendaria 1945.
- Die schweizerische Gesamtverkehrskonzeption = La conception globale suisse des transports = La concezione globale svizzera dei trasporti. Luzern: Verkehrshaus der Schweiz 1976, ISBN 3-85954-026-2. (Veröffentlichungen / Verkehrshaus der Schweiz; 26).
- (mit anderen Autoren): 500 Jahre Hürlimann. Festführer zum 1. Hürlimann-Treffen 1987. Walchwil: Tobias Hürlimann 1987.